# Bouyei (Volk)

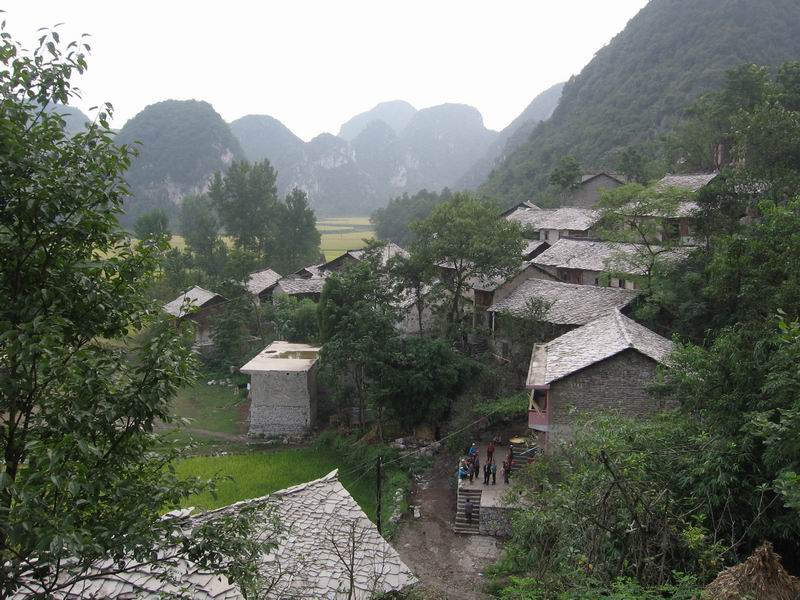
Ein typisches „Steindorf“ der Bouyei

Die Bouyei (amtliche Schreibweise der VR China: Buyei; Eigenbezeichnung: Buxqyaix [pu ʔjai]; chinesisch 布依族, Pinyin Bùyīzú) sind eine ethnische Minderheit, die vor allem in der Provinz Guizhou im Süden der Volksrepublik China lebt. Beim Zensus im Jahre 2010 wurden 2.871.825 Bouyei gezählt. Sie leben aber auch in Vietnam. Ihre Muttersprache ist das gleichnamige Bouyei.
Bekannt sind sie dafür, ihre Häuser inklusive Dach traditionell komplett aus Stein zu bauen, entgegen der in Südchina und den Ethnien der Tai-Kadai-Sprachfamilie üblichen Holz- und Stelzenbauweise.
Ihre Kategorisierung als eigenes Volk ist außerhalb Chinas etwas umstritten. Zwischen ihrer Sprache und der Sprache der Zhuang besteht ein Dialektkontinuum. Als Trennung zwischen Zhuang und Bouyei wurde anfangs schlicht die Grenze zwischen Guizhou und Guangxi festgelegt. Inzwischen gibt es aber auch Bouyei in Guangdong und Guangxi.

## Verbreitung der Bouyei in China

### Verbreitung auf Provinzebene (Zensus 2010)
Stichtag: 1. November 2010
| Gebiet              | Zahl      | Anteil     |
| ------------------- | --------- | ---------- |
| Volksrepublik China | 2.871.825 | 100,000 %  |
| Guizhou             | 2.510.565 | 087,420 %  |
| Zhejiang            | 0.125.838 | 0.04,380 % |
| Guangdong           | 0.064.253 | 0.02,240 % |
| Yunnan              | 0.058.790 | 0.02,050 % |
| Fujian              | 0.022.172 | 0.00,770 % |
| Guangxi             | 0.020.072 | 0.00,700 % |
| Jiangsu             | 0.016.689 | 0.00,580 % |
| Sichuan             | 0.008.756 | 0.00,300 % |
| Henan               | 0.005.958 | 0.00,210 % |
| Shanghai            | 0.005.840 | 0.00,200 % |
| Hunan               | 0.004.039 | 0.00,140 % |
| Hebei               | 0.003.630 | 0.00,130 % |
| Anhui               | 0.003.413 | 0.00,120 % |
| Chongqing           | 0.003.383 | 0.00,120 % |
| Peking              | 0.002.768 | 0.00,096 % |
| Jiangxi             | 0.002.156 | 0.00,075 % |
| Hubei               | 0.002.152 | 0.00,075 % |
| Shandong            | 0.001.839 | 0.00,064 % |
| VBA                 | 0.001.791 | 0.00,062 % |
| Hainan              | 0.001.789 | 0.00,062 % |
| Liaoning            | 00.00991  | 0.00,035 % |
| Tianjin             | 00.00839  | 0.00,029 % |
| Xinjiang            | 00.00797  | 0.00,028 % |
| Shaanxi             | 00.00727  | 0.00,025 % |
| Innere Mongolei     | 00.00537  | 0.00,019 % |
| Heilongjiang        | 00.00425  | 0.00,015 % |
| Shanxi              | 00.00373  | 0.00,013 % |
| Gansu               | 00.00366  | 0.00,013 % |
| Jilin               | 00.00362  | 0.00,013 % |
| Qinghai             | 00.00251  | 0.00,009 % |
| Ningxia             | 00.00183  | 0.00,006 % |
| Tibet               | 000.0081  | 0.00,003 % |

### Verbreitung auf Kreisebene (Zensus 2000)
Hier wurden nur Werte über 0,1 % berücksichtigt.
AG = Autonomes Gebiet; AB = Autonomer Bezirk; AK = Autonomer Kreis.
| übergeordnete Provinzebene | übergeordnete Bezirksebene       | Kreis, Stadt, Stadtbezirk                                | Anzahl der Bouyei | % aller Bouyei Chinas |
| -------------------------- | -------------------------------- | -------------------------------------------------------- | ----------------- | --------------------- |
| Provinz Guizhou            | AB Qiannan der Bouyei und Miao   | Kreis Dushan (独山县)                                    | 194.468           | 6,54 %                |
| Provinz Guizhou            | AB Qiannan der Bouyei und Miao   | Stadt Duyun (都匀市)                                     | 190.347           | 6,41 %                |
| Provinz Guizhou            | AB Qianxinan der Bouyei und Miao | Kreis Wangmo (望谟县)                                    | 174.806           | 5,88 %                |
| Provinz Guizhou            | AB Qiannan der Bouyei und Miao   | Kreis Luodian (罗甸县)                                   | 158.494           | 5,33 %                |
| Provinz Guizhou            | AB Qianxinan der Bouyei und Miao | Kreis Ceheng (册亨县)                                    | 158.019           | 5,32 %                |
| Provinz Guizhou            | AB Qianxinan der Bouyei und Miao | Kreis Anlong (安龙县)                                    | 139.930           | 4,71 %                |
| Provinz Guizhou            | AB Qiannan der Bouyei und Miao   | Kreis Huishui (惠水县)                                   | 135.943           | 4,58 %                |
| Provinz Guizhou            | Stadt Anshun                     | AK Zhenning der Bouyei und Miao (镇宁布依族苗族自治县)   | 131.962           | 4,44 %                |
| Provinz Guizhou            | AB Qianxinan der Bouyei und Miao | Kreis Zhenfeng (贞丰县)                                  | 125.058           | 4,21 %                |
| Provinz Guizhou            | AB Qianxinan der Bouyei und Miao | Stadt Xingyi (兴义市)                                    | 124.901           | 4,20 %                |
| Provinz Guizhou            | AB Qiannan der Bouyei und Miao   | Kreis Pingtang (平塘县)                                  | 107.473           | 3,62 %                |
| Provinz Guizhou            | AB Qiannan der Bouyei und Miao   | Kreis Libo (荔波县)                                      | 093.681           | 3,15 %                |
| Provinz Guizhou            | AB Qiannan der Bouyei und Miao   | Kreis Guiding (贵定县)                                   | 092.607           | 3,12 %                |
| Provinz Guizhou            | Stadt Anshun                     | AK Ziyun der Miao und Bouyei (紫云苗族布依族自治县)      | 086.513           | 2,91 %                |
| Provinz Guizhou            | AB Qiannan der Bouyei und Miao   | Kreis Changshun (长顺县)                                 | 081.022           | 2,73 %                |
| Provinz Guizhou            | Stadt Anshun                     | AK Guanling der Bouyei und Miao (关岭布依族苗族自治县)   | 068.967           | 2,32 %                |
| Provinz Guizhou            | AB Qianxinan der Bouyei und Miao | Kreis Qinglong (晴隆县)                                  | 064.001           | 2,15 %                |
| Provinz Guizhou            | Stadt Anshun                     | Stadtbezirk Xixiu (西秀区)                               | 062.497           | 2,10 %                |
| Provinz Guizhou            | AB Qianxinan der Bouyei und Miao | Kreis Xingren (兴仁县)                                   | 050.210           | 1,69 %                |
| Provinz Guizhou            | AB Qiannan der Bouyei und Miao   | AK Sandu der Sui (三都水族自治县)                        | 049.877           | 1,68 %                |
| Provinz Guizhou            | Stadt Guiyang                    | Stadtbezirk Huaxi (花溪区)                               | 041.446           | 1,40 %                |
| Provinz Guizhou            | Stadt Liupanshui                 | Kreis Shuicheng (水城县)                                 | 041.255           | 1,39 %                |
| Provinz Guizhou            | Stadt Liupanshui                 | Sondergebiet Liuzhi (六枝特区)                           | 035.772           | 1,20 %                |
| Provinz Guizhou            | AB Qiannan der Bouyei und Miao   | Kreis Longli (龙里县)                                    | 034.259           | 1,15 %                |
| Provinz Guizhou            | AB Qiandongnan der Miao und Dong | Kreis Majiang (麻江县)                                   | 033.958           | 1,14 %                |
| Provinz Guizhou            | Stadt Anshun                     | Kreis Pingba (平坝县)                                    | 029.452           | 0,99 %                |
| Provinz Yunnan             | Stadt Qujing                     | Kreis Luoping (罗平县)                                   | 025.152           | 0,85 %                |
| Provinz Guizhou            | Stadt Guiyang                    | Stadt Qingzhen (清镇市)                                  | 025.017           | 0,84 %                |
| Provinz Guizhou            | AB Qianxinan der Bouyei und Miao | Kreis Pu’an (普安县)                                     | 023.639           | 0,80 %                |
| Provinz Guizhou            | Stadt Guiyang                    | Stadtbezirk Wudang (乌当区)                              | 023.597           | 0,79 %                |
| Provinz Guizhou            | Stadt Guiyang                    | Kreis Kaiyang (开阳县)                                   | 022.611           | 0,76 %                |
| Provinz Guizhou            | Stadt Guiyang                    | Stadtbezirk Nanming (南明区)                             | 020.608           | 0,69 %                |
| Provinz Guizhou            | AB Qiannan der Bouyei und Miao   | Stadt Fuquan (福泉市)                                    | 019.520           | 0,66 %                |
| Provinz Guizhou            | Stadt Bijie                      | Kreis Qianxi (黔西县)                                    | 017.447           | 0,59 %                |
| Provinz Guizhou            | Stadt Liupanshui                 | Kreis Pan (盘县)                                         | 016.072           | 0,54 %                |
| Provinz Guizhou            | Stadt Guiyang                    | Stadtbezirk Baiyun (白云区)                              | 015.116           | 0,51 %                |
| Provinz Guizhou            | Stadt Anshun                     | Kreis Puding (普定县)                                    | 015.083           | 0,51 %                |
| Provinz Guizhou            | Stadt Bijie                      | Kreis Zhijin (织金县)                                    | 014.512           | 0,49 %                |
| Provinz Guizhou            | Stadt Guiyang                    | Stadtbezirk Yunyan (云岩区)                              | 014.293           | 0,48 %                |
| Provinz Guizhou            | Stadt Guiyang                    | Stadtbezirk Xiaohe (小河区)                              | 012.138           | 0,41 %                |
| Provinz Guizhou            | Stadt Bijie                      | AK Weining der Yi, Hui und Miao (威宁彝族回族苗族自治县) | 0.07.484          | 0,25 %                |
| Provinz Guizhou            | Stadt Bijie                      | Kreis Nayong (纳雍县)                                    | 0.07.222          | 0,24 %                |
| AG Guangxi der Zhuang      | Stadt Hechi                      | Kreis Nandan (南丹县)                                    | 0.06.822          | 0,23 %                |
| Provinz Guizhou            | Stadt Guiyang                    | Kreis Xiuwen (修文县)                                    | 0.06.397          | 0,22 %                |
| Provinz Yunnan             | AB Wenshan der Zhuang und Miao   | Kreis Maguan (马关县)                                    | 0.06.085          | 0,21 %                |
| Provinz Guangdong          | Stadt Dongguan                   | Stadtbezirk (市辖区)                                     | 0.05.584          | 0,19 %                |
| Provinz Guizhou            | Stadt Bijie                      | Kreis Dafang (大方县)                                    | 0.05.294          | 0,18 %                |
| Provinz Guizhou            | Stadt Liupanshui                 | Stadtbezirk Zhongshan (钟山区)                           | 0.04.075          | 0,14 %                |
| Provinz Guizhou            | Stadt Bijie                      | Kreis Jinsha (金沙县)                                    | 0.03.804          | 0,13 %                |
| Provinz Yunnan             | Stadt Kunming                    | Stadtbezirk Guandu (官渡区)                              | 0.03.582          | 0,12 %                |
| Provinz Yunnan             | Stadt Zhaotong                   | Kreis Qiaojia (巧家县)                                   | 0.03.063          | 0,10 %                |